# Ladići
Ladići is een plaats in de gemeente Kanfanar in de Kroatische provincie Istrië. De plaats telt 40 inwoners (2001).